# Moukan Toulebaev
Moukan Toulebaev (kazakh : Мұқан Төлебаев ; russe : Мукан Тулебаевич Тулебаев), né le 13 mars 1913 à Karashigan, un lieu-dit de l'Oblast de Semiretchie et mort le 2 avril 1960 à Almaty, est un compositeur kazakh. Il est notamment auteur de l'opéra Birjan et Sara, pour lequel il obtint le prix Staline en 1949.

## Biographie
Moukan Toulebaev est initié à la musique par son oncle, akyn et dombriste Apyrbaï Auelbaïev. Élève de l'école pédagogique de Qapal dans le District d'Aksou de 1929 à 1933, il gagne ensuite le concours de jeunes talents amateurs et sera envoyé poursuivre sa formation à Almaty, puis à Moscou. En 1938-1941, il étudie dans la section d'opéra kazakhe du Conservatoire Tchaïkovski de Moscou, d'abord chez Boris Schechter puis chez Reinhold Glière. Lorsque la Grande Guerre patriotique éclate, il est mobilisé, mais reformé pour des raisons de santé en automne 1941. Il étudie la composition chez Evgueni Broussilovski en 1941-1946, puis au conservatoire de Moscou sous la direction de Nikolaï Miaskovski et Vladimir Fere (en), dont il sera diplômé en 1951. Parallèlement, il s'illustre comme chef d'orchestre de musique folklorique d'Almaty (1942-1944). Avec Evgueni Broussilovski et Latif Khamidi, il écrit l'hymne de la République socialiste soviétique kazakhe (1945-1992) et l'hymne national du Kazakhstan (1992-2006). Il devient professeur au Conservatoire national kazakh en 1953.
Membre de l'union des compositeurs de la République socialiste soviétique kazakhe, il en devient le président en 1950-1960. Il est également membre dirigeant de l'union des compositeurs soviétiques.
Il est élu député du 4e-5e Conseil suprême de la RSS kazakhe (1955-1960).

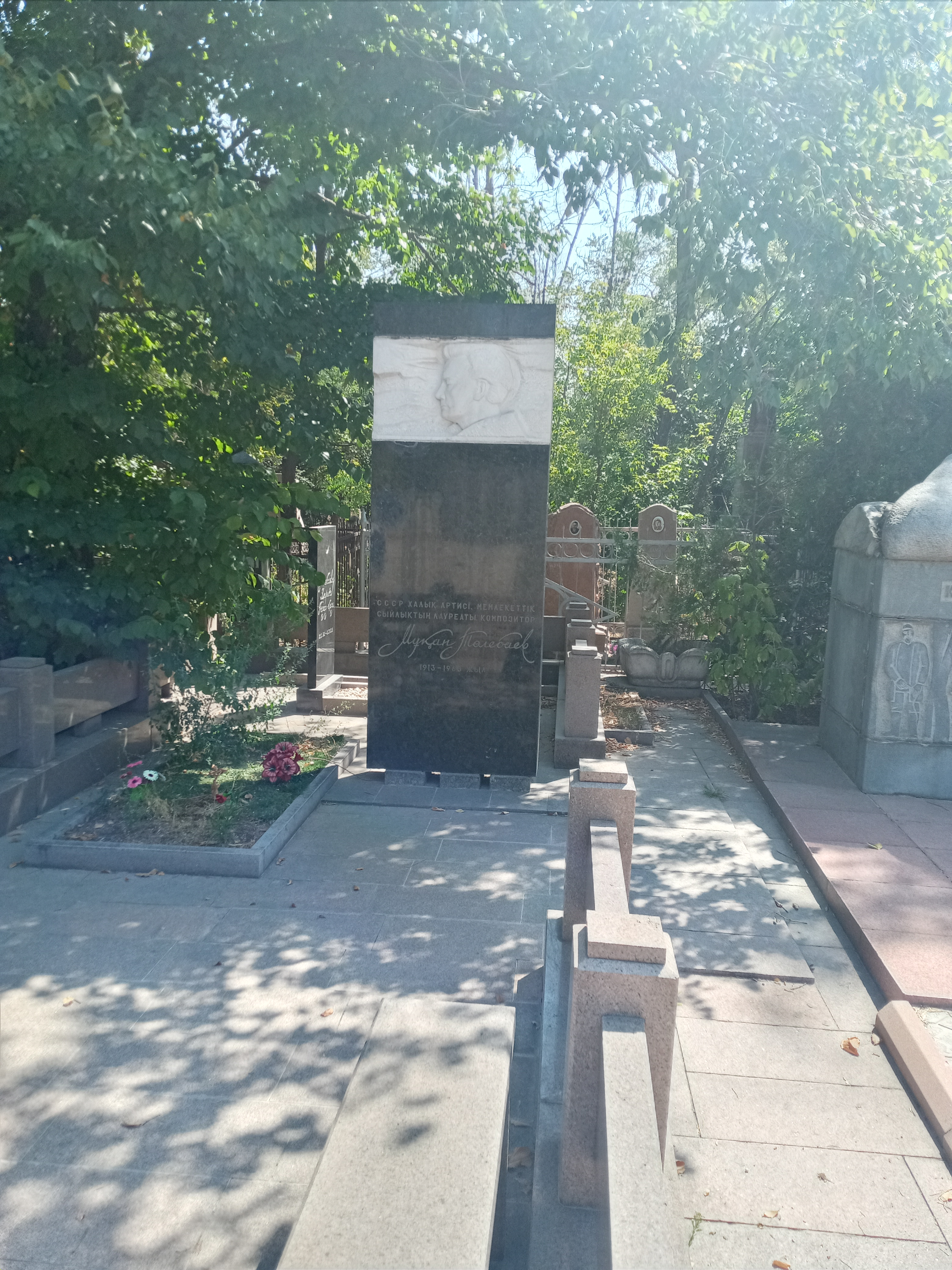
Pierre tombale sur la tombe de Mukan Tolebay

Mort au printemps 1960, Moukan Toulebaev est enterré au cimetière central d'Almaty.

## Œuvres

### Opéras
- 1945 : Amangueldy (kazakh : Амангельды)
- 1946 : Birjan et Sara (kazakh : Биржан и Сара)

### Musiques de film
- 1948 : Zolotoi Rog (russe : Золотой рог, « la corne d'or »)
- 1952 : Djambil (russe : Джамбул), coécrit avec Nikolaï Krioukov